# Tetín (ort i Tjeckien, Hradec Králové)
Tetín är en ort i Tjeckien.   Den ligger i distriktet Okres Jičín och regionen Hradec Králové, i den centrala delen av landet, 90 km öster om huvudstaden Prag. Tetín ligger 344 meter över havet och antalet invånare är 132.
Terrängen runt Tetín är platt söderut, men norrut är den kuperad. Runt Tetín är det tätbefolkat, med 276 invånare per kvadratkilometer. Närmaste större samhälle är Jičín, 19,9 km väster om Tetín. Trakten runt Tetín består till största delen av jordbruksmark.